# Regimentsfanfare "Garde Grenadiers en Jagers"
De Regimentsfanfare 'Garde Grenadiers en Jagers' (RFGGJ) is een van de professionele muziekkorpsen van de Nederlandse krijgsmacht. Het is verbonden aan het Garderegiment Grenadiers en Jagers en sinds de zomer van 2020 is de standplaats op legerplaats Ermelo.

## Signatuur en werkzaamheden
In feite is het korps geen fanfare, maar een koperensemble, aangevuld met slagwerk. Het bestaat uit 21 muzikanten en een vaste dirigent. Het orkest bestaat sinds 5 september 2005. Sinds de laatste reorganisatie die in 2021 is afgerond, is de RFGGJ een zelfstandige eenheid maar er wordt met enige regelmaat grandeur opgetreden met de Koninklijke Militaire Kapel 'Johan Willem Friso', denk bijvoorbeeld aan de Nationale Veteranendag en bij Prinsjesdag. Daarnaast verzorgt de RFGGJ ook veel zelfstandige optredens. Hierbij moet vooral worden gedacht aan militaire ceremonies. Ook worden buiten het verband van de landmacht optredens verzorgd.

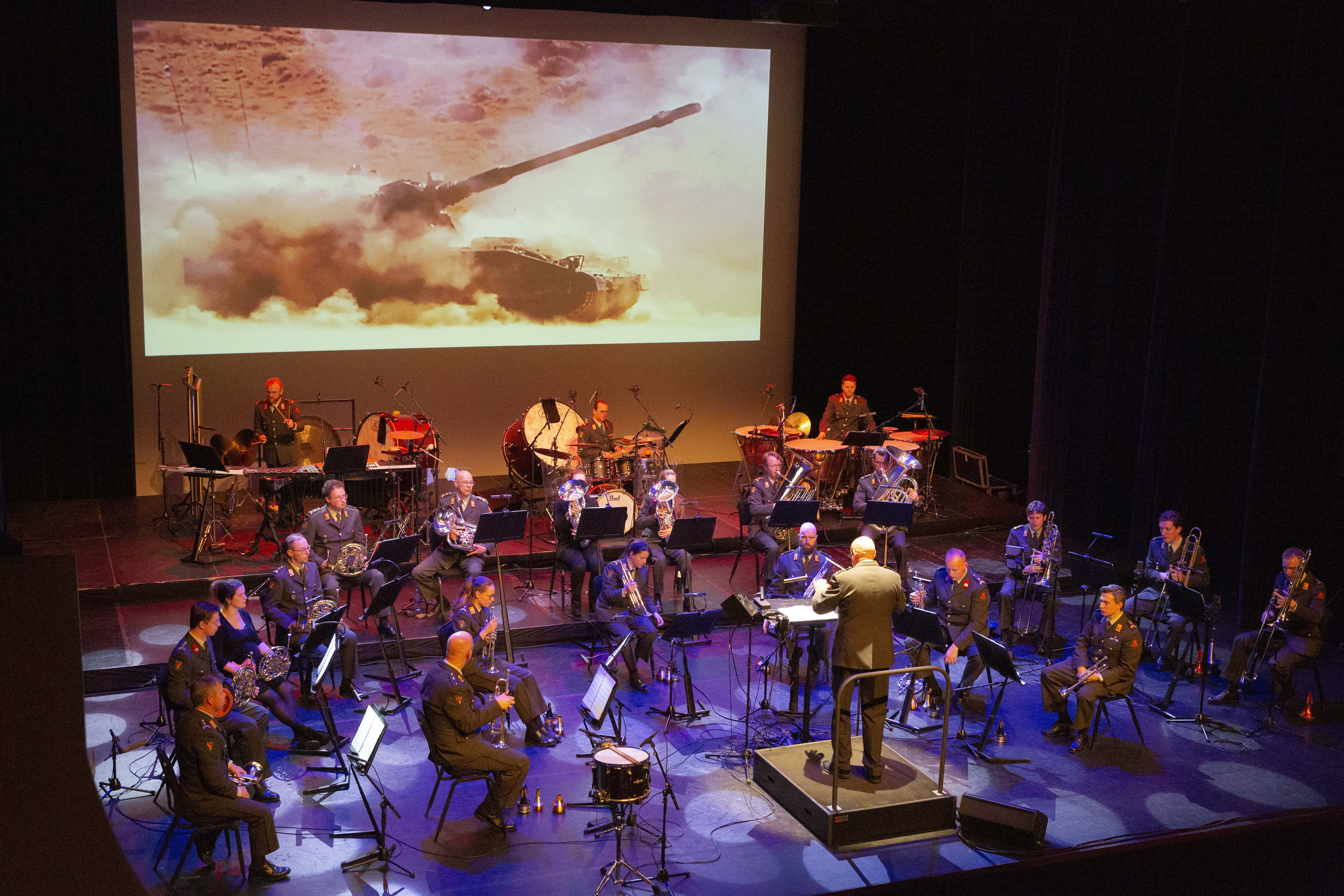
De RF GGJ tijdens de educatievoorstelling De Missie, ver weg en toch dichtbij

## Educatieve projecten
In de educatieve hoek is de RFGGJ bezig voor bovenbouw primair en onderbouw voortgezet onderwijs. In opdracht van de Nationale Veteranendag worden er projecten ontwikkeld die meer laten zien van het leven als veteraan. Eerdere projecten waren 'The Battle' (2018-2020) en 'Vrij Land' (2020-2021). Momenteel draait het project 'De Missie, ver weg en toch dichtbij' op volle toeren op scholen en theaters door heel Nederland.

## Koperkwintet
Sinds 2007 bestaat er een koperkwintet binnen de RFGGJ. Dit gezelschap treedt op tijdens herdenkingen, recepties en kleine militaire ceremonies. Bij gelegenheid wordt het kwintet aangevuld met percussie.